# Mgwashi (Bumbuli)
Mgwashi è una circoscrizione rurale (rural ward) della Tanzania situata nel distretto di Bumbuli, regione di Tanga. Conta una popolazione di 12 772 abitanti (censimento 2022).